# Another Perfect Day
Az Another Perfect Day album a brit Motörhead zenekar 1983-ban megjelent, sorrendben hatodik stúdiólemeze. A Motörhead életmű kivételes és egyben igen vitatott darabja. Az egyetlen Motörhead lemez, amelyen a Thin Lizzy korábbi gitárosa Brian 'Robbo' Robertson szerepel.

## Története
Robertson még az előző Motörhead album, az Iron Fist lemezbemutató turnéján csatlakozott a zenekarhoz, miután a korábbi gitáros 'Fast' Eddie Clarke kilépett.
A sikeres Motörhead lemezek nyers hangzásától eltávolodó, kísérletezős Another Perfect Day albumot a rajongótábor már megjelenésekor sem fogadta túl lelkesen és a mai napig a zenekar legvitatottabb anyaga maradt. A korábban jellemzően, átlag háromperces, feszes, kemény dalok mellett ezen a korongon öt-hatperces, dallamosabb, lassabb számok is helyet kaptak, mint a "One Track Mind", az "I Got Mine" vagy a címadó "Another Perfect Day".
Robertsonnal nem csak a lemezen nyújtott mást a Motörhead, mint amit a rajongók vártak, hanem a lemezbemutató turné során is. A gitáros láthatóan kilógott a Motörheadből, nem volt hajlandó például a klasszikus Motörhead dalok, mint az "Ace of Spades", az "Overkill" vagy a "Bomber" eljátsszására. Színpadi viselkedése és megbízhatatlansága miatt végül kikerült a csapatból. Kirúgására az 1983 őszi Európa-turné közepén került sor. A hátralévő koncerteket törölték. Nem sokkal később Phil 'Philthy Animal' Taylor dobos is kilépett a Motörheadből.

## Újrakiadások
- 1996-ban a Castle Communications (CMC/Sanctuary) a kislemez B-oldalas "Turn You Round Again" dallal valamint két, szintén kislemez B-oldalas, 1983-as manchesteri élő felvétellel CD változatban adta ki újra az Another Perfect Day albumot.
- 2006-ban egy kétlemezes deluxe változat jelent meg a Sanctuary-nál. Az első korongon az eredeti album digitálisan feljavított változata szerepel, plusz a kislemez B-oldalas "Turn You Round Again" dal. A bónusz CD annak az 1983. június 10-én a manchesteri Apollo klubban tartott koncertnek a felvételét tartalmazza, melyről a Shine kislemez két B-oldalas dala származik.

## Az album dalai

### Eredeti kiadás
Első oldal
1. "Back at the Funny Farm" (Clarke, Lemmy, Taylor) – 4:14
2. "Shine" (Lemmy, Taylor, Robertson) – 3:11
3. "Dancing on Your Grave" (Lemmy, Taylor, Robertson) – 4:29
4. "Rock it" (Clarke, Lemmy, Taylor) – 3:55
5. "One Track Mind" (Lemmy, Taylor, Robertson) – 5:55

Második oldal
1. "Another Perfect Day" (Lemmy, Taylor, Robertson) – 5:29
2. "Marching off to War" (Lemmy, Taylor, Robertson) – 4:11
3. "I Got Mine" (Clarke, Lemmy, Taylor) – 5:24
4. "Tales of Glory" (Lemmy, Taylor, Robertson) – 2:56
5. "Die You Bastard!" (Clarke, Lemmy, Taylor) – 4:25

### Bónusz felvételek az 1996-os újrakiadáson
1. "Turn You Round Again" (Lemmy, Taylor, Robertson) – 3:57
2. "(I'm Your) Hoochie Coochie Man" [Live] (Willie Dixon) – 6:31
3. "(Don't Need) Religion" [Live] (Clarke, Lemmy, Taylor) – 2:54

### Deluxe Edition (2006)
Első CD
1. "Back at the Funny Farm" – 4:14
2. "Shine" – 3:11
3. "Dancing on Your Grave" – 4:29
4. "Rock it" – 3:55
5. "One Track Mind" – 5:55
6. "Another Perfect Day" – 5:29
7. "Marching off to War" – 4:11
8. "I Got Mine" – 5:24
9. "Tales of Glory" – 2:56
10. "Die You Bastard!" – 4:25
11. "Turn You Round Again" – 3:57

Második CD
1. "Back at the Funny Farm" [Live in Manchester '83] – 4:06
2. "Tales of Glory" [Live in Manchester '83] – 3:40
3. "Heart of Stone" [Live in Manchester '83] – 3:11
4. "Shoot You in the Back" [Live in Manchester '83] – 2:43
5. "Marching off to War" [Live in Manchester '83] – 4:48
6. "Iron Horse/Born to Lose" [Live in Manchester '83] – 3:45
7. "Another Perfect Day" [Live in Manchester '83] – 5:38
8. "(I'm Your) Hoochie Coochie Man" [Live in Manchester '83] – 6:39
9. "(Don't Need) Religion" [Live in Manchester '83] – 2:43
10. "One Track Mind" [Live in Manchester '83] – 6:12
11. "Go to Hell" [Live in Manchester '83] – 2:59
12. "America" [Live in Manchester '83] – 4:25
13. "Shine" [Live in Manchester '83] – 3:08
14. "Dancing on Your Grave" [Live in Manchester '83] – 5:42
15. "Rock it" [Live in Manchester '83] – 4:38
16. "I Got Mine" [Live in Manchester '83] – 5:36
17. "Bite the Bullet" [Live in Manchester '83] – 1:34
18. "The Chase is Better Than the Catch" [Live in Manchester '83] – 5:42

## Közreműködők
- Ian 'Lemmy' Kilmister – basszusgitár, ének
- Brian 'Robbo' Robertson – gitár
- Phil 'Philthy Animal' Taylor – dobok